# ハスキー（欲望という名の戦車）
「ハスキー (欲望という名の戦車)」（はすきー よくぼうというなのせんしゃ）は、日本のロックバンド、THE HIGH-LOWSの13枚目のシングル。1999年6月9日発売。発売元はキティ。

## 解説
4thアルバム「バームクーヘン」と同時発売。

## 収録曲目
1. ハスキー (欲望という名の戦車) (3:02)
（作詞・作曲：甲本ヒロト）
TBS系「王様のブランチ」エンディング・テーマ
2. 愛はいらない (4:51)
（作詞・作曲：甲本ヒロト）

- ブラックハワイ（愛のテーマ） (1:53) （シークレットトラック）
（作詞・作曲：THE HIGH-LOWS）
2曲目が終了して約30秒後に始まる。アルバム未収録曲を集めたアルバム『flip flop』（2000年）に収録されている。